# Praia das Furnas
A Praia das Furnas é uma praia do Arquipélago de São Tomé e Príncipe, localiza-se a Oeste da ilha de São Tomé entre o a Praia de Rosema e o Monte Norte, frente ao Rio Provaz e à Ponta do Figo.